# Phreatia beiningiana
Phreatia beiningiana är en orkidéart som beskrevs av Rudolf Schlechter. Phreatia beiningiana ingår i släktet Phreatia och familjen orkidéer. Inga underarter finns listade i Catalogue of Life.